# Microcharops rufigaster
Microcharops rufigaster là một loài tò vò trong họ Ichneumonidae.